# لیزی پتینسون
الیزابت پتینسون (متولد ۱۴ نوامبر ۱۹۸۳) خواننده انگلیسی است.

## اوایل زندگی
پتینسون در ۱۴ نوامبر ۱۹۸۳ در لندن متولد شد. او دومین فرزند از سه فرزند والدینش است. پتینسون یک خواهر بزرگتر به نام ویکتوریا و یک برادر کوچکتر به نام رابرت دارد که بازیگر است. او در دبیرستان ویمبلدون لندن تحصیل کرد. 

## شغل
پتینسون با گروه رقص بریتانیایی آرورا و گروه دونفره آلمانی میلک اند شوگر اجرا داشته است، که برای آن خواننده اصلی آهنگ « بگذار خورشید بدرخشد » از گروه دومی بود که در بیلبورد هات دنس کلاب پلی رتبه اول را کسب کرد. 
در سال ۲۰۰۸، پتینسون برای فیلم گرگ و میش ، که در آن برادرش رابرت در نقش ادوارد کالن ، خون‌آشام، بازی کرده بود، آواز پس‌زمینه ضبط کرد. در سال ۲۰۱۱، پتینسون بار دیگر با بورول برای فیلم گرگ و میش: سپیده دم - قسمت ۱ در استودیوهای ابی رود آواز خواند. 
در سال ۲۰۱۴، او در یازدهمین سری از مسابقات ایکس فاکتور شرکت کرد.  او در گروه خود (شرکت‌کنندگان بالای ۲۵ سال، گروه «بالای ۲۵ سال»، با راهنمایی سایمون کاول ) به جمع ۶ نفر برتر رسید.